# 鮪オーケストラ
ハセガワM（はせがわえむ）は、日本の漫画家。かつてのペンネームは鮪オーケストラ（まぐろおーけすとら）。デビュー当時のペンネームは長谷川清（はせがわきよし）で、週刊少年サンデーで活動していた。

## 経歴
主にコミックビームに作品を発表している。代表作に『トニーの背骨はよく曲がる』『裏刑事ブルース』(未単行本化)など。デビュー作は「形状記憶刑事サンマルチノ」（週刊少年サンデー増刊）、デビュー後は週刊少年サンデーで『おさるなまさるくん』を連載（全3巻）、デビュー当初の代表作となる。2012年9月でデビューから20周年を迎える。

その後、コミックビーム2018年9月号から2019年2月号まで『マリアの棲む家』を集中連載(単行本は2019年3月発売)。初のホラー漫画の連載と併せて、ペンネームを「ハセガワM」へ改名。以後、ホラー作品を中心に執筆・活動中。

## 単行本リスト

### ハセガワM名義
- 『マリアの棲む家』（KADOKAWA/エンターブレイン  2019/03/11）ISBN 978-4047355729
- 『デスホテル』（日本文芸社 アプリ「マンガTOP」にて連載中)
  1. ISBN 978-4537143072 (2020/11/19)
- 『イキ死ニ 令和少女狂奇譚』（KADOKAWA/エンターブレイン  2021/07/12）ISBN 978-4047367180

### 鮪オーケストラ名義
- 『トニーの背骨はよく曲がる』（エンターブレイン 2002/02) ISBN 978-4757707610
- 『少々生臭いお話』（エンターブレイン 2011/10/24 ※連載時タイトルは『マグロ交響曲』）ISBN 978-4047276529

### 長谷川清名義
- 『おさるなまさるくん』（小学館、少年サンデーコミックス 全3巻)
  1. ISBN 978-4-09-123381-3 (1994/07/18)
  2. ISBN 978-4-09-123382-0 (1994/10/18)
  3. ISBN 978-4-09-123383-7 (1995/07/18)